# Font de l'Hort del Coll
La font de l'Hort del Coll és una surgència del terme municipal de Monistrol de Calders, al Moianès.
Està situada a 550 metres d'altitud, a la riba esquerra de la riera de Sant Joan, al sud-oest de la masia de Rubió, a l'extrem nord-oest de la Baga del Coll. Amb les seves aigües alimentava l'Hort del Coll; actualment són captades i conduïdes mitjançant canonades.